# Esmee Brugts
Esmee Brugts, własc. Esmee Virginia Brugts (ur. 28 lipca 2003 w Heinenoord) – holenderska piłkarka, występująca na pozycji pomocniczki w hiszpańskim klubie FC Barcelona oraz w reprezentacji Holandii. Uczestniczka Mistrzostw Świata 2023 oraz Mistrzostw Europy 2022 i 2025.

## Statystyki

### Klubowe
Na podstawie:
| Klub          | Sezonów | Liga               | Liga  | Liga   | Puchar krajowy | Puchar krajowy | Kontynentalne | Kontynentalne | Suma  | Suma   |
| Klub          | Sezonów | Liga               | Mecze | Bramki | Mecze          | Bramki         | Mecze         | Bramki        | Mecze | Bramki |
| ------------- | ------- | ------------------ | ----- | ------ | -------------- | -------------- | ------------- | ------------- | ----- | ------ |
| PSV Eindhoven | 4       | Vrouwen Eredivisie | 54    | 15     | 19             | 5              | 6             | 3             | 79    | 23     |
| FC Barcelona  | 2       | Liga F             | 54    | 13     | 12             | 1              | 19            | 2             | 85    | 16     |
|               | Łącznie | Łącznie            | 108   | 28     | 31             | 6              | 25            | 5             | 164   | 39     |

### Reprezentacyjne
Na podstawie:
| Występy i gole w reprezentacji podczas Mistrzostw Świata 2023 | Występy i gole w reprezentacji podczas Mistrzostw Świata 2023 | Występy i gole w reprezentacji podczas Mistrzostw Świata 2023 | Występy i gole w reprezentacji podczas Mistrzostw Świata 2023 | Występy i gole w reprezentacji podczas Mistrzostw Świata 2023 | Występy i gole w reprezentacji podczas Mistrzostw Świata 2023 | Występy i gole w reprezentacji podczas Mistrzostw Świata 2023 | Występy i gole w reprezentacji podczas Mistrzostw Świata 2023 |
| Lp.                                                           | Data                                                          | Miasto                                                        | Przeciwnik                                                    | Wynik                                                         | Gole                                                          | Inne                                                          | Faza rozgrywek                                                |
| ------------------------------------------------------------- | ------------------------------------------------------------- | ------------------------------------------------------------- | ------------------------------------------------------------- | ------------------------------------------------------------- | ------------------------------------------------------------- | ------------------------------------------------------------- | ------------------------------------------------------------- |
| 1.                                                            | 23.07.2023                                                    | Dunedin                                                       | Portugalia                                                    | 1:0 (1:0)                                                     |                                                               |                                                               | Faza grupowa                                                  |
| 2.                                                            | 27.07.2023                                                    | Wellington                                                    | Stany Zjednoczone                                             | 1:1 (1:0)                                                     |                                                               |                                                               | Faza grupowa                                                  |
| 3.                                                            | 01.08.2023                                                    | Dunedin                                                       | Wietnam                                                       | 7:0 (5:0)                                                     | 18', 57'                                                      |                                                               | Faza grupowa                                                  |
| 4.                                                            | 06.08.2023                                                    | Sydney                                                        | Południowa Afryka                                             | 2:0 (1:0)                                                     |                                                               |                                                               | 1/8 finału                                                    |
| 5.                                                            | 11.08.2023                                                    | Wellington                                                    | Hiszpania                                                     | 1:2 dogr.                                                     |                                                               |                                                               | Ćwierćfinał                                                   |

## Sukcesy
Na podstawie:

### Klubowe
- Liga Mistrzyń UEFA 2023/24
- Mistrzyni Hiszpanii 2023/24, 2024/25
- Puchar Królowej 2023/24, 2024/25
- Superpuchar Hiszpanii 2024, 2025